# بيت الهيجة (إب)

تعديل مصدري - تعديل

بيت الهيجة محلة تابعة لقرية الممسا الداخل، التابعة لعزلة حرد بمديرية إب إحدى مديريات محافظة إب في الجمهورية اليمنية.، بلغ تعداد سكانها 52 حسب تعداد اليمن لعام 2004.